# Rosângela Santos
Rosângela Cristina Oliveira Santos (más conocida como Rosângela Santos, Washington, 20 de diciembre de 1990) es una deportista brasileña de atletismo. Es plusmarquista en la carrera de 100 m, siendo la primera sudamericana en correr la distancia en menos de 11 segundos. Medallista de bronce en los Juegos Olímpicos de Beijing 2008, en el relevo 4x100m. Especialista en las disciplinas 100 m, 200 m y 4 x 100 m relevo.
Fue parte del conjunto femenino de atletismo brasileño que alcanzó la medalla de oro en los Juegos Panamericanos de 2011 en Guadalajara en la modalidad 4 x 100 m relevo junto a Ana Cláudia Lemos, Vanda Gomes y Franciela Krasucki, mientras que en la modalidad 100 m, fue campeona panamericana.
A nivel iberoamericano ganó la medalla de oro en los 4 x 400 m relevo junto a Geisa Coutinho, Evelyn dos Santos y Lucimar de Moura en el XV Campeonato Iberoamericano de Atletismo de 2012 en Barquisimeto, Venezuela; además, y en el mismo torneo, se alzó con la presea dorada en los 100 m.
Además de los Juegos Panamericanos y el Campeonato Iberoamericano de Atletismo, asistió junto al equipo de atletismo de su país al Campeonato Mundial de Daegu 2011, los Juegos Olímpicos de Londres 2012 y a los Juegos Olímpicos de Pekín 2008 donde estuvo en los 4 x 100 m; en este último torneo, alcanzó el cuarto lugar junto a Rosemar Coelho Neto, Evelyn dos Santos y Lucimar de Moura.